# I sommarens soliga dagar
I sommarens soliga dagar är en svensk sång i tvåtakt med text av Gustaf Johansson. Melodin är enligt Sjung, svenska folk en ”gammal marschmelodi".
Sången ingick från 1943 bland de stamsånger som var obligatoriska i skolundervisningen men ströks från listan redan 1949. Sången används i tolv svenska filmer under åren 1930–1981.